# حسین ولی نژاد
حسین ولی نژاد (زاده  ١٣۴٠)، معروف به حسین بخشی فرزند مرحوم «بخشی سلطان رضا» از دوتارنوازان و خوانندگان سرشناس موسیقی مقامی خطه شمال خراسان است.
حسین ولی نژاد آموزش دوتار را نزد پدرش و در محضر اساتیدی همچون همراه بخشی گلیانی، حاج حیدر کارگر، علی اکبر بخشی گلیانی فرا گرفته که بیش از ۳۰ سال سابقه فعالیت مستمر در حوزه موسیقی مقامی و در جشنواره های مختلف موسیقی موفق به کسب مقام های برتر شده است.
او یکی از آخرین نسل بخشی‌های خراسان، چند سالی است که داوری جشنواره ملی موسیقی جوان را در بخش موسیقی نواحی عهده‌دار است.
حسین ولی نژاد بخشی شیروانی دیپلم افتخار و جایزه ٥٠٠ دلاری جشنواره بین المللی موسیقی اقوام راه ابریشم ٢٠١٩ در کشور ازبکستان را از آن خود کرد.
وی همچنین در مرداد سال ۱۴۰۰ موفق به کسب مدرک درجه یک هنری از شورای ارزشیابی هنرمندان کشور شد.